# صندوق مياه غروسيس

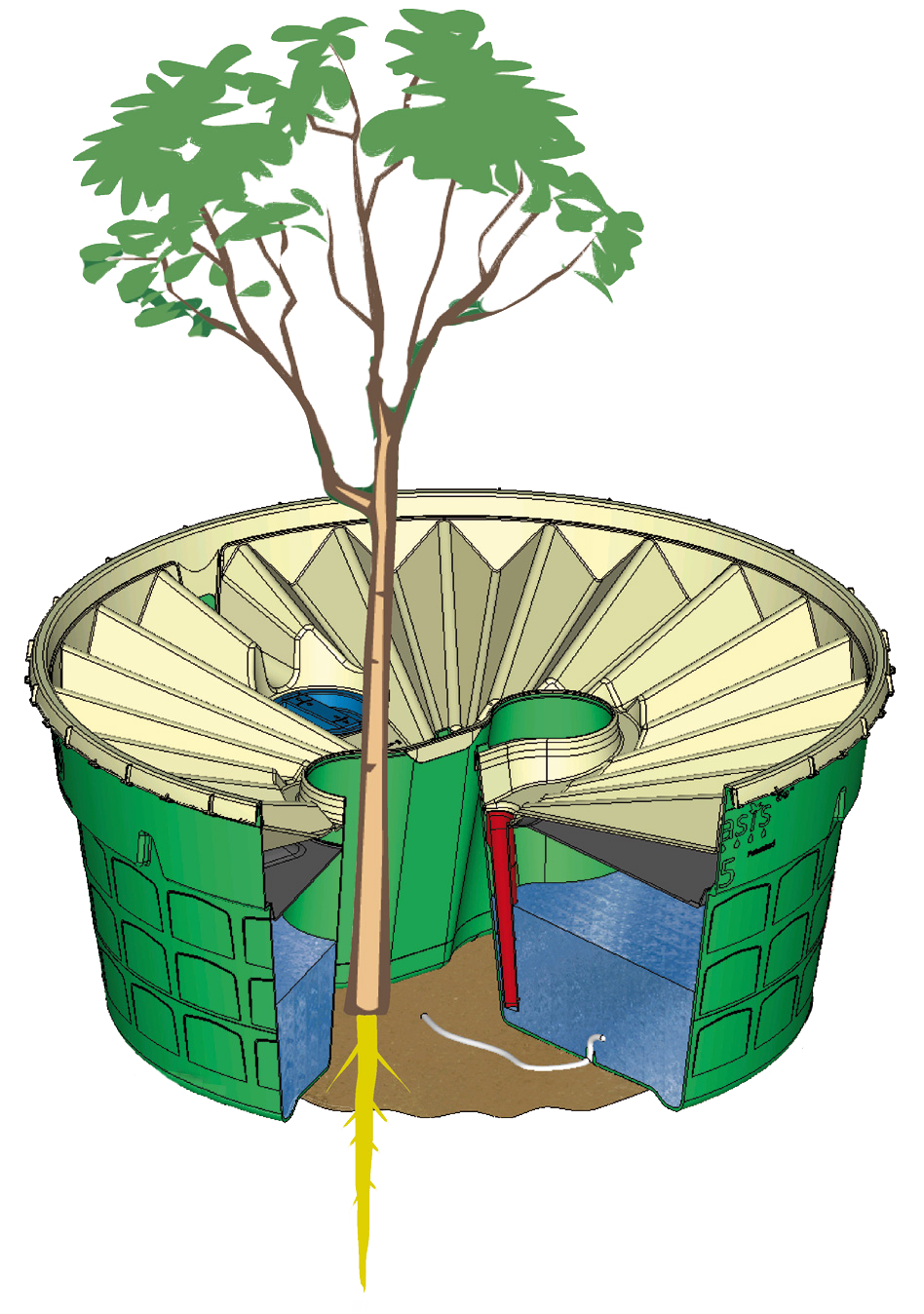
تجذير النبات والنمو في Groasis Waterboxx

غروسيس واتربوكس أو صندوق مياه غروسيس (بالإنجليزية: Groasis Waterboxx)‏ هو جهاز مصمم للمساعدة على زراعة الأشجار في المناطق الجافة. اخترعه وطوره مصدر الأزهار الهولندي السابق بيتر هوف، الذي فاز بجائزة بوبيولار ساينس «لأفضل إبداع جديد في التكنلوجيا الخضراء Green Tech Best of What's New Innovation» لعام 2010. كلمة «غروسيس» هي كلمة مستحدثة وهي لفظ منحوت يدمج كلمتي «نمو» و«واحة» باللغة الإنجليزية.

## السياق العام
مساحات كبيرة من الأراضي في العالم جافة جدًا بحيث لا تستطيع الأشجار البقاء فيها على قيد الحياة. فعلى الرغم من أن الماء قد يكون موجودًا في الأرض، إلا أنه غالبًا ما يكون عميقًا جدًا بالنسبة للأشجار الصغيرة لكي تستطيع تطوير جذور تصل إليها. تستخدم تكنلوجيا النمواحة (Groasing) المحاكاة الحيوية  لحل مشكلة زراعة النباتات في الصحاري، المناطق المتآكلة، الأراضي الوعرة والصخور. والغرض من هذه التقنية هو إعادة زراعة هذه المناطق، واستعادة الغطاء النباتي، وجعلها منتجة بأشجار الفاكهة والخضروات.

## التصميم

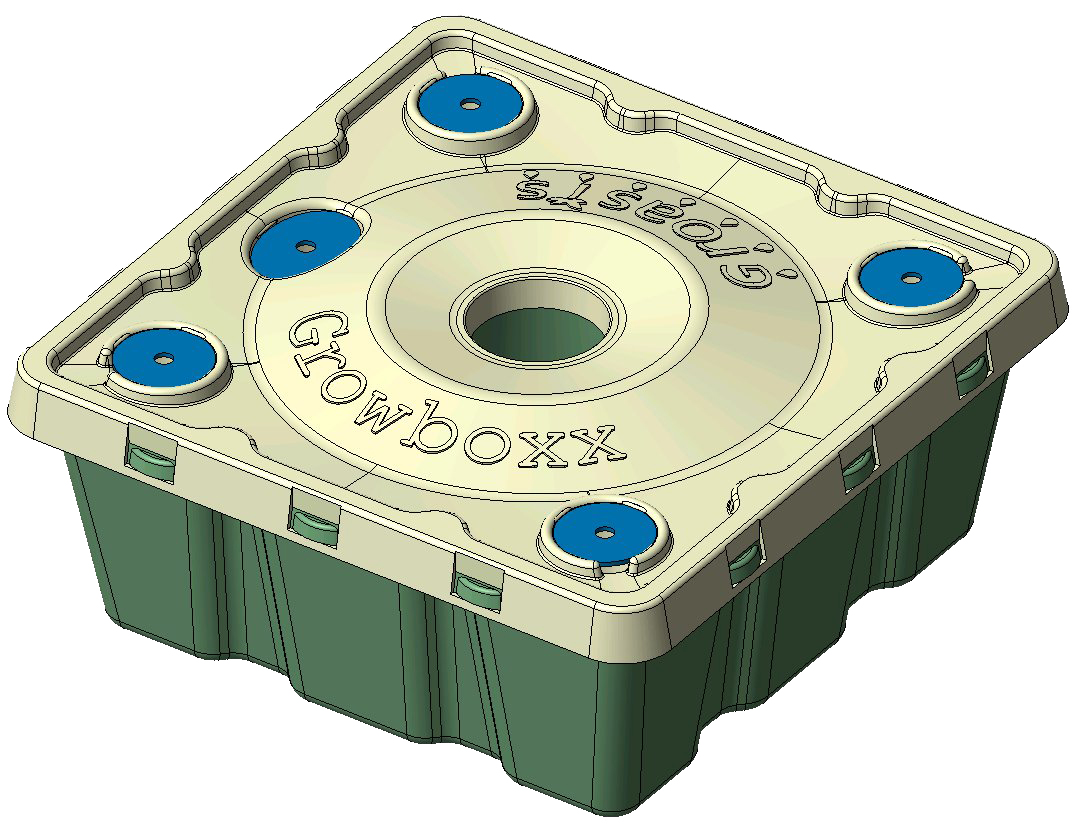
شرنقة نبات Growboxx قابلة للتحلل

صندوق المياه Groasis هو دلو من مادة البولي بروبيلين عليه غطاء. يوجد به نفق عمودي في المنتصف يتسع لنبتتين. يتوفر الصندوق على فتيل يسمح للماء المجمع داخل الصندوق بالتسرب إلى الأرض عبر الجاذبِيَّة الشَعْرِيَّة. فالجهاز يحاول تقليد تأثير العازل الذي يوفره براز الطيور لإنبات البذور. غطاء الصندوق مغطى بحليمات صغيرة، مما يخلق سطحًا شديد المقاومة لتسرب الماء بسبب تأثير اللوتس. يعمل الغطاء على تحويل حتى أصغر كمية من الماء عبر أسفل السيفون إلى الخزان المركزي للصندوق.
يعمل المنتج كحاضنة نباتية، حيث تحمي كل من الشتلة المزروعة حديثًا والأرض المحيطة بها من حرارة الشمس، مع توفير المياه للنبتة. يجمع الغطاء الماء من المطر ومن التكثيف الليلي، ثم يتم تخزينه بعد ذلك في الدلو. يطلق الخزان المملوء بالماء كميات صغيرة (حوالي 50 مل يوميًا) من الماء في الأرض بواسطة فتيل لسقي الشجرة ولتشجيع الشجرة على تطوير بنية الجذر. يعمل الصندوق أيضا كدرع للماء في الطبقة العليا من الأرض، بحيث ينتشر هذا الماء نحو الأسفل بدلاً من أن يُسحب إلى السطح ويتبخر. تكون درجة الحرارة والرطوبة أسفل الصندوق وداخله أكثر استقرارًا ليلاً ونهارًا بالمقارنة مع ما قد تكون عليه بدون الصندوق.
من عام 2003 إلى عام 2010، كلف تطوير صندوق مياه غروسيس 7.1 مليون دولار.

## كيفية تثبيت الصندوق
يتضمن استخدام الصندوق في البداية حفر حفرة في الأرض بواسطة إنسان أو آلة. يتم زرع نبات واحد إلى ثلاثة نباتات في الحفرة، ويتم وضع لوح من الورق المقوى حول النباتات.
في المناطق الجافة، يتم تلقيح التربة المحيطة بالنباتات بالجذريات الفطرية لإطلاق مغذيات في التربة التي قد يتعذر الوصول إليها كيميائيًا بالنسبة للنباتات النامية. يتم إدخال فتيل في قاع صندوق المياه ثم يتم إنزاله فوق النباتات ويملأ بالماء. يتم بعدها وضع غطائين وإدخال قمع وسد الغطاء العلوي.

## الاختبارات
تم اختبار الصندوق لمدة 3 سنوات في جامعة محمد الأول في المغرب حيث نجا ما يقرب من 90٪ من النباتات التي استعمل فيها الصندوق مقارنة بـنسبة 10٪ بالنسبة للنباتات التي لم يستعمل فيها. بالإضافة إلى المشاريع في المناطق القاحلة الحارة، يتم اختبار الصندوق أيضا في مصانع النبيذ والمناطق الجبلية الباردة.

## غروبوكس
تم إطلاق نسخة جديد لصندوق المياه تسمى غروبوكس Growboxx. ويتمثل في دلو من ورق معاد تدويره لا يجب إزالته بعد عام من تثبيته. فالدلو قابل للتحلل ويصبح نفسه طعامًا للشجرة بعد التحلل  ويمكن أن يكون أرخص بعشر مرات.